# Adolf Křemen
Adolf Křemen (10. dubna 1886 Prudice nebo Záhoří pod Miličínem – 19. března 1939) byl československý politik a meziválečný poslanec Národního shromáždění za Republikánskou stranu zemědělského a malorolnického lidu (agrárníky).

## Biografie
Narodil se v Prudicích na Táborsku. Byl delegátem českého odboru zemské zemědělské rady a členem okresního školního výboru. Pracoval v Jihočeském národohospodářském odboru.
Profesí byl rolníkem. Podle údajů z roku 1935 bydlel v Německém Záhoří.
V parlamentních volbách v roce 1920 byl zvolen do Národního shromáždění. Mandát pak obhájil v parlamentních volbách v roce 1925, parlamentních volbách v roce 1929 i parlamentních volbách v roce 1935. Poslanecké křeslo si oficiálně podržel do zrušení parlamentu na jaře 1939. Krátce předtím ještě v prosinci 1938 přestoupil do nově vzniklé Strany národní jednoty.
Zemřel v březnu 1939 po těžké operaci. Pohřeb se konal v Německém Záhoří a tělo pak uloženo do rodinné hrobky v Miličíně.